# Helīs Maḩalleh
Helīs Maḩalleh (persiska: هلیس محله, Helīs) är en ort i Iran.   Den ligger i provinsen Gilan, i den nordvästra delen av landet, 300 km nordväst om huvudstaden Teheran. Helīs Maḩalleh ligger 50 meter över havet och antalet invånare är 308.
Terrängen runt Helīs Maḩalleh är kuperad västerut, men österut är den platt.  Närmaste större samhälle är Ḩavīq, 6,2 km norr om Helīs Maḩalleh. 